# ملبودة جناحية
ملبودة جناحية أو جبورندي جناحي (الاسم العلمي:Pilocarpus alatus) هو نوع من النباتات يتبع جنس الجبورندي من الفصيلة السذابية.